# Simone Renant
Simone Renant, född 19 mars 1911 i Amiens, död 29 mars 2004 i Garches, var en fransk skådespelare. Renant är bland annat känd för sin roll som Dora Monier i Henri-Georges Clouzots Polishuset 1947. Hon medverkade i ett 40-tal filmer under åren 1932-1980.

## Filmografi, urval
- 1937 – Kronans pärlor
- 1943 – Möte i hamn
- 1946 – Jag är ingen ängel
- 1947 – Polishuset
- 1959 – Farliga förbindelser
- 1960 – Fransyskan och kärleken
- 1964 – Mannen från Rio
- 1969 – En man för mej